# Viva! Hysteria
Viva! Hysteria es un álbum en vivo de la banda británica Def Leppard, lanzado el 22 de octubre de 2013. Fue grabado en el hotel Hard Rock de la ciudad de Las Vegas, Nevada, Estados Unidos, entre el 29 y el 30 de marzo de 2013. El álbum Hysteria de 1987 es tocado en su totalidad en dicha presentación, además de otras canciones de la banda.

## Lista de canciones

### Disco 1
1. Women – 6:11 (Steve Clark, Phil Collen, Joe Elliott, Robert Lange, Rick Savage)
2. Rocket – 6:10 (Clark, Collen, Elliott, Lange, Savage)
3. Animal – 4:08 (Clark, Collen, Elliott, Lange, Savage)
4. Love Bites – 6:09 (Clark, Collen, Elliott, Lange, Savage)
5. Pour Some Sugar on Me – 4:33 (Clark, Collen, Elliott, Lange, Savage)
6. Armageddon It – 5:27 (Clark, Collen, Elliott, Lange, Savage)
7. Gods of War – 6:11 (Clark, Collen, Elliott, Lange, Savage)
8. Don't Shoot Shotgun – 4:34 (Clark, Collen, Elliott, Lange, Savage)
9. Run Riot – 4:50 (Clark, Collen, Elliott, Lange, Savage)
10. Hysteria – 6:00 (Clark, Collen, Elliott, Lange, Savage)
11. Excitable – 4:38 (Clark, Collen, Elliott, Lange, Savage)
12. Love and Affection – 6:11 (Clark, Collen, Elliott, Lange, Savage)
13. Rock of Ages − 4:16 (Clark, Savage, Lange, Elliott)
14. Photograph − 6:11 (Clark, Pete Willis, Savage, Elliott)

### Disco 2
1. Good Morning Freedom − 3:37 (Elliott)
2. Wasted − 3:45 (Steve Clark, Elliott)
3. Stagefright − 3:42 (Elliott, Lange, Savage)
4. Mirror Mirror (Look Into My Eyes) − 4:57 (Clark, Elliott, Savage)
5. Action − 4:14 (Brian Connolly, Steve Priest, Andy Scott, Mick Tucker)
6. Rock Brigade − 3:32  (Elliott, Savage)
7. Undefeated − 5:26 (Elliott)
8. Promises − 4:12 (Collen, Lange)
9. On Through the Night − 5:12 (Clark, Elliott, Savage)
10. Slang − 2:38 (Elliott, Collen)
11. Let it Go − 6:09 (Clark, Elliott, Willis)
12. Another Hit and Run − 5:15 (Elliott, Savage)
13. High ’n’ Dry (Saturday Night) − 3:45 (Clark, Elliott, Savage)
14. Bringin’ on the Heartbreak − 4:44 (Clark, Elliott, Willis)
15. Switch 625 − 5:09 (Clark)